# Omanipora pilleri
Omanipora pilleri is een mosdiertjessoort uit de familie van de Celleporidae. De wetenschappelijke naam van de soort is voor het eerst geldig gepubliceerd in 2011 door Björn Berning & Andrew N. Ostrovsky.